# سموم (طائرة بدون طيار)
سموم؛ (بالإنجليزية: Samoom)‏ هي طائرة بدون طيار أنتجت في السعودية من صناعة شركة انترا للتقنيات الدفاعية  أول طائرة استراتيجية بدون طيار كشفت عنها في معرض الدفاع العالمي لأول مرة. يبلغ طول جناحيها 24 متر و تتميز بقدرتها على الطيران 50 ساعة متواصلة وعلى ارتفاع يصل إلى 40 ألف قدم  تعمل بنظام تحكم عن طريق الأقمار الصناعية ويمكن استخدامها في نظام الاستطلاع وبعض المهمات الخاصة

## معلومات سريعة
| الاسم        | سموم                         |
| النوع        | طائرة بدون طيار              |
| الصانع       | شركة انترا للتقنيات الدفاعية |
| البلد المصنع | السعودية                     |
| التسليح      | صاروخ شلفا 1 ، قنبلة شلفاء 2 |
| الارتفاع     | اكثر من 40 الف قدم           |
| مدة التحليق  | 50 ساعة متواصلة              |